# Noyaux armés révolutionnaires
 (mars 2010).
Si vous disposez d'ouvrages ou d'articles de référence ou si vous connaissez des sites web de qualité traitant du thème abordé ici, merci de compléter l'article en donnant les références utiles à sa vérifiabilité et en les liant à la section « Notes et références ».
Les Noyaux armés révolutionnaires (italien : Nuclei Armati Rivoluzionari, NAR) sont un groupe armé néo-fasciste italien actif de 1977 à 1985, pendant les années de plomb.
National-révolutionnaires, les NAR ont marqué un tournant dans le contexte de la subversion noire et une rupture avec leurs pères politiques, proposant, entre autres, une alliance opérationnelle avec des groupes idéologiquement différents mais ayant en commun la lutte contre la bourgeoisie capitaliste et contre les impérialismes, soviétique aussi bien qu'américain.
Au cours des huit années d'activité, les NAR ont été tenus responsables de 33 meurtres, ainsi que de la mort de 85 personnes tuées dans l'attentat de la gare de Bologne, pour lequel Valerio Fioravanti,  Francesca Mambro et Luigi Ciavardini ont été condamnés.

## Historique
Créés en octobre 1977 par Valerio Fioravanti, Cristiano Fioravanti, Franco Anselmi et Alessandro Alibrandi, les Noyaux armés révolutionnaires, financés par des hold-up, ont été responsables, jusqu'à leur disparition vers 1985, de 121 attentats (17 morts, 88 blessés). Plusieurs membres de cette organisations ont participé à l'attentat de la gare de Bologne. 
Les NAR semblaient proches de la Banda della Magliana et de Terza Posizione. Le 2 mai 1985, 53 personnes ont été accusées dans le cadre du procès des NAR, le procès de l'attentat de la gare de Bologne ne commençant qu'en 1988. Selon l'organisation suisse « Globalterrorwatch », les NAR auraient proposé en janvier 1979 une alliance à l'extrême-gauche contre l'État italien.
En 2008, un ancien militant des NAR fut arrêté au Brésil.

## Membres
Parmi les membres des Noyaux armés révolutionnaires, on peut citer :

Paolo Signorelli • Gilberto Cavallini • Luigi Ciavardini • Francesca Mambro • Stefano Soderini • Pasquale Relsito • Franco-Naria Massimi • Andrea Calvi • Valerio Fioravanti • Cristiano Fioravanti • Franco Anselmi • Alessandro Alibrandi • Franco Giomo • Paolo Lucci Chiarissi • Livio Lai • Giuseppe Dimitri Lai • Luigi Ciavardini • Stefano Soderini • Massimo Carminati • Claudio Bracci • Stefano Bracci • Mario Corsi • Stefano Tiraboschi • Paolo Pizzonia • Patrizio Trochei • Walter Sordi • Marco Mario Massimi • Pasquale Belsito • Fiorenzo Trincanato • Andrea Vian • Pasquale Guaglianone • Pierluigi Bragaglia • Luigi Fraschini
Le musicien Massimo Morsello était membre des NAR.